# Gesellenhaus (Füssen)

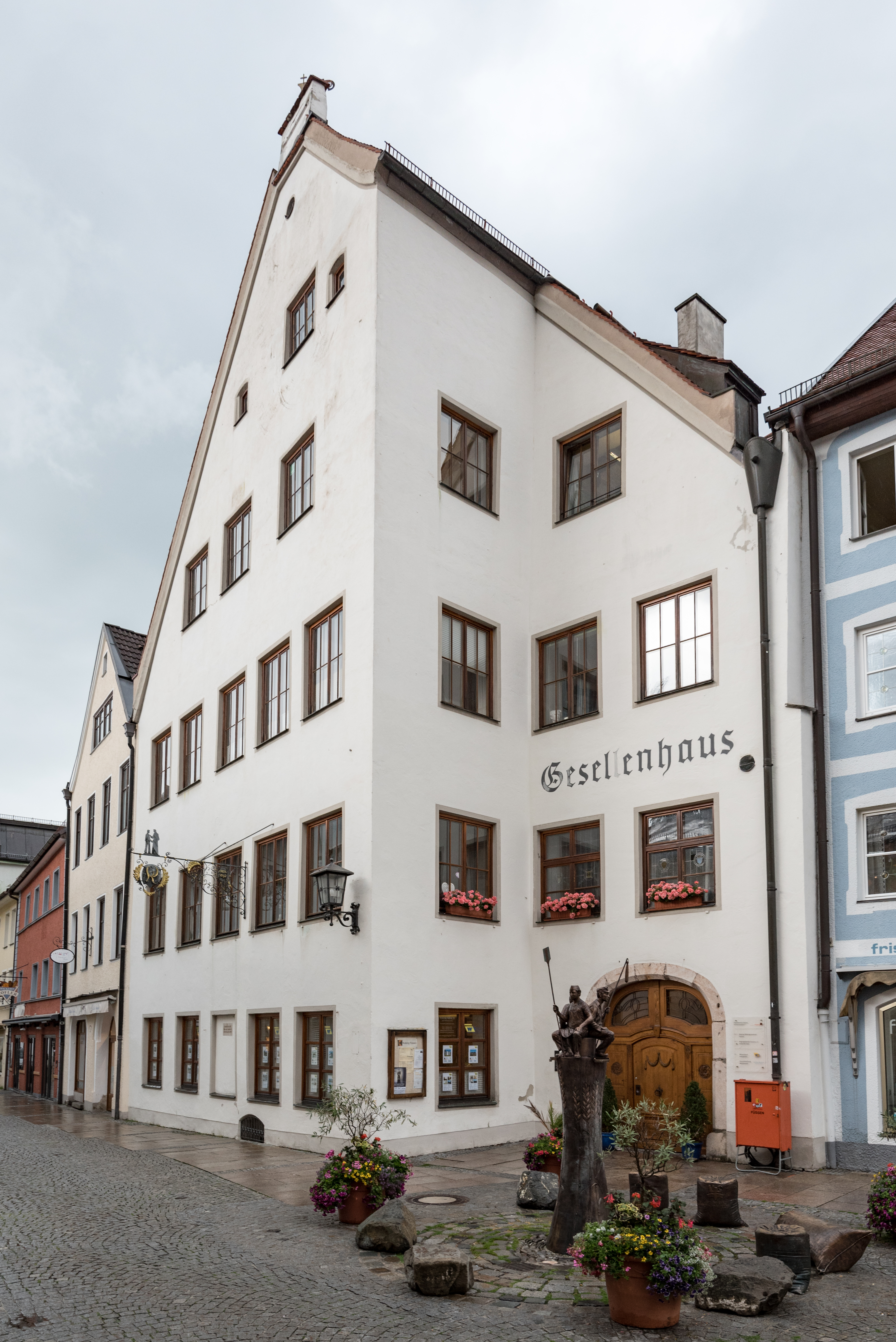
Gesellenhaus und Brotbrunnen

Das Gesellenhaus in Füssen ist ein im 16. Jahrhundert errichtetes Gebäude und ehemaliger Sitz der Stadtvogtei. Seit Anfang des 20. Jahrhunderts wird es als Kolpinghaus genutzt.

## Lage
Das Gesellenhaus steht an der Nordseite des Schrannenplatzes und hat die Adresse Schrannengasse 7. Am Schrannenplatz stehen mehrere Gebäude aus dem 15. und 16. Jahrhundert, darunter das Kornhaus, eine ehemalige Weizenbrauerei und ein Gasthof. Vor dem Gesellenhaus erinnert der 2013 errichtete Brotbrunnen an die Funktion des Platzes als Getreidemarkt.

## Geschichte
Das Gebäude wurde Anfang des 16. Jahrhunderts errichtet und zunächst von Privatpersonen bewohnt. Danach war es Probstamt und ab 1784 Bischöflich Augsburgische Stadtvogtei. Bis Mitte des 20. Jahrhunderts durften die südlich gelegenen Häuser an der Schrannengasse nur so hoch gebaut werden, dass eine Sichtverbindung vom zweiten Obergeschoss der Vogtei zum Hohen Schloss gegeben war. Nach Auflösung des Hochstifts Augsburg 1803 wurde das Gebäude zum Sitz des Landgerichts Füssen und 1870 zum Sitz des Bezirksamts.
1908 zog das Bezirksamt in einen Neubau an der Augsburger Straße um. Spätestens ab 1925 wurde das alte Gebäude vom katholischen Gesellenverein genutzt. Zur Zeit des Nationalsozialismus wurde es von den Nationalsozialisten beschlagnahmt. 1972 bis 1974 wurde das Gebäude umfassend renoviert. 2000 wurden das große Dachwerk zu Schulungsräumen umgebaut und ein Aufzug eingebaut. Auch heute noch ist das Gebäude Heimat der Kolpingsfamilie Füssen. Die Räumlichkeiten werden auch von der Kolping-Akademie und anderen Vereinen für Veranstaltungen und Bildungsangebote genutzt.

## Architektur

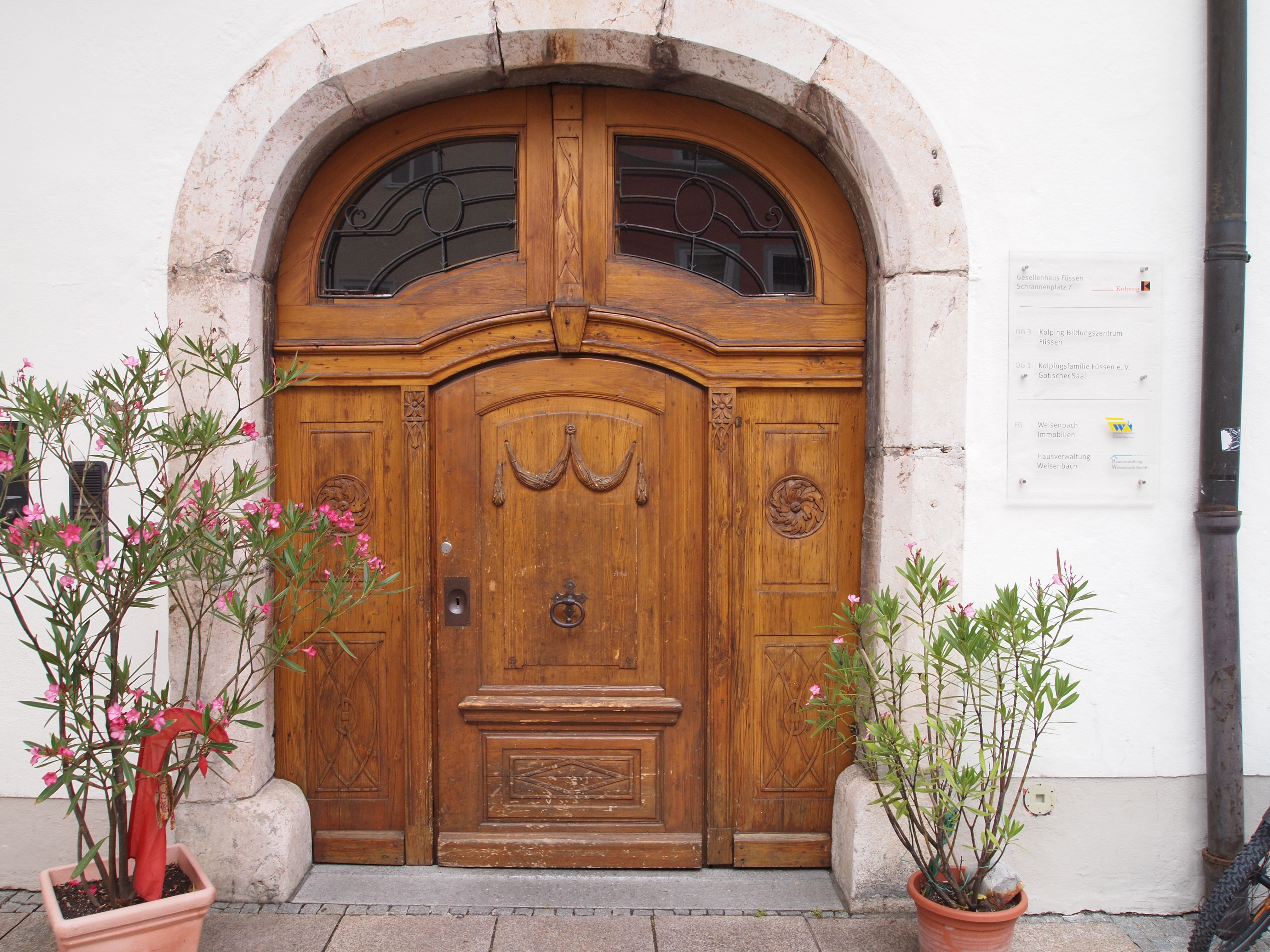
Eingangstor

Das giebelständige Haus hat drei Geschosse. An der Südseite sind zurückspringende Fensterachsen, der Rücksprung teilt die Fassade im Verhältnis des Goldenen Schnitts. Darunter ist ein gefaster Rundbogeneingang mit einem geschnitzten Tor, das um 1800 angefertigt wurde.
Hinter dem Tor befindet sich ein breiter Gang und eine Treppe mit gesägten Balustern. Der Keller hat ein Tonnengewölbe. Im Erd- und ersten Obergeschoss befinden sich hofseitig Räume mit Tonnen- und Kreuzgratgewölbe. Im „Gotischen Saal“ im ersten Obergeschoss wurden bei der Renovierung in den 1970er Jahren zwei Balken aus gotischen Bürgerhäusern eingebaut, ein Wandgemälde von Josef Lorch erinnert an ausgestorbene Füssener Handwerke.
Das erste Obergeschoss hat hofseitig einen Balkon auf rundbogigen Arkaden im Stil der Renaissance. In den Scheiteln der Bögen sind Renaissance-Malereien erhalten. Der Bogengang war Teil einer Verbindung zu einem Rückgebäude mit Stallungen, Tenne und Kornböden, das nicht erhalten ist. Nach Norden wird der Hof durch ein Teilstück der Stadtmauer begrenzt. Vom ehemaligen Rückgebäude war früher ein halbrunder Stadtmauerturm, der Diebsturm, zugänglich.